# 鄂罗克语
鄂罗克语 (鄂罗克语: Уилта кэсэни 、俄语: Орокский язык) 是鄂罗克人的民族语言，属于满-通古斯语系南通古斯语族赫哲语支。使用者分布于俄罗斯萨哈林州的波罗奈斯克区和诺格利基区。目前，鄂罗克语是处于极度危险状态的濒危语言。
根据2002年俄羅斯人口普查，俄罗斯境内有346名鄂罗克人，其中会说鄂罗克语的有64名。至2010年的普查时，只有47名鄂罗克人会说鄂罗克语了。鄂罗克人还生活于日本的北海道，但会说鄂罗克语的人数不明，且非常少。

## 系属分类
鄂罗克语和赫哲语关系密切，属于南满-通古斯语支。也有认为这两种语言是南北两支的过渡语支，自成满-通古斯语系下一个独立语支：中通古斯语支。在这个语支里，Glottolog将鄂罗克语和乌尔奇语一起划为“乌尔奇语群”，乌尔奇语群和赫哲语构成“中西部通古斯语支”(也称“赫哲语支”)，奥罗奇语、奇力语和乌德盖语则属于“中东部通古斯语支”。

## 分布
虽然维尔他人的数量有所增长，乌尔他语使用者的数量却在下降。乌尔他族总人口在1989年人口普查时有200人，后来增加到大约三四百人。但是，母语使用者的人数减少到25-16个人。据2002年俄罗斯人口普查，乌尔他(鄂罗克)语(所有认为自己是“说乌尔他语的奥罗奇人”“维尔他”“乌尔他”“说乌尔他语的乌尔奇人”的都被归为乌尔他)共有346人，其中有201人在城市居住，145人生活在农村。18.5%即64人指出，他们他们会说自己的(“乌尔他”，Ulta)语言，这在很大程度上应被视作是前苏联时期民族意识的觉醒，而不是对现状的反应。事实上，这些人的乌尔他语流利度参差不齐，能流利说的不到10人，人群的母语以俄语为压倒性多数。这样，因为有效的学习、书写系统的缺失以及政策的倾斜，鄂罗克语“自然而然”地变成了濒危语言。
鄂罗克语行将灭亡。2002年俄罗斯人口普查显示有346名鄂罗克人生活在萨哈林岛东北部，其中64人会说鄂罗克语。到2010年普查时，这个数字下降至47。鄂罗克族还生活在日本北海道，但人数不能确定，且相当少，山田(2010)报告了10名活跃使用者，16名双语使用者，以及24名被动使用者，他们在有俄语辅助下可以听懂鄂罗克语。文章认为“人数很可能已经进一步下降”。
鄂罗克语可被分为两种方言，分别是波罗奈斯克方言(南部)和瓦尔-诺格利基方言(北部)。北海道仅存的几名鄂罗克语使用者说南部方言。“维尔他语的分布与其半游牧的生活习惯有很大关系，要包括维持生计用的驯鹿族群。”南鄂罗克族在春夏季居住在鄂霍次克滨海地区，并在秋冬季迁移到萨哈林岛北部平原和东部山区。北鄂罗克族在春季和夏季生活在捷尔佩尼耶湾和波罗奈河周围，在秋冬季迁移到萨哈林东部山区。

## 字母
鄂罗克语使用西里尔字母可以转写为如下形式 (日本语言学者池上二良所使用的表示方法)：

| А а | А̄ а̄ | Б б | В в | Г г | Д д | Е е | Е̄ е̄ |
| Ӡ ӡ | И и | Ӣ ӣ | Ј ј | К к | Л л | М м | Н н |
| Ԩ ԩ | Ӈ ӈ | О о | О̄ о̄ | Ө ө | Ө̄ ө̄ | П п | Р р |
| С с | Т т | У у | Ӯ ӯ | Х х | Ч ч | Э э | Э̄ э̄ |

Unicode自7.0版本开始收录Ӈ（带左钩的Н）字母。

## 形态
鄂罗克语的基本要素是施事名词。这些施事名词在现在分词与名词- ɲɲee相结合时产生。例如，词素- ɲɲee(< *ɲia)是个表示“人”的后缀，如ǝǝktǝ-ɲɲee“女人”、geeda-ɲɲee“一个人”和xasu-ɲɲee“多少人？”。大量此种词缀构成了鄂罗克语，它的形态可以被复原回乌尔查语。鄂罗克语的独特特征正是诞生在那里。
鄂罗克语有3个时态的分词标记：过去-、现在+ri和将来-li。当未完成助词+ri与后缀-la结合时，既是将来时标记+rila-。积极标记(“让我们...”) +risu，此处词素-su在古代是第二人称复数后缀。还有更多基于+ri的形态：虚拟语气in +(将来-过去分词-)、第一人称单数希求语气in +ri-tta, 第三人称祈使语气in +ri-llo (+ri-lo), and可能语气in +ri-li- (ptcp.prs-fut).
属有词形式在领属者是人类时应用。后缀-ɲu从来都加到名词词干后。后缀-ɲu表示所指对于领属者来说是间接或可转让的。表示直接、不可转让的领属，要加后缀-ɲu：
ulisep -ɲu- bi“我（身上）的肉”；ulise-bi“我的肉”
böyö -ɲu- bi“我的熊”；ɲinda-bi“我的狗”
sura - ɲu - bi “我的跳蚤”；cikte-bi“我的虱子”
kupe - ɲu - bi“我的线”；kitaam-bi“我的针”
代词可被分成4组：人称代词、反身代词、指示代词和疑问代词。鄂罗克语人称代词分3个人称和2种数(单数和复数)。
单 - 复
1  bii – buu
2  sii – suu
3  nooni – .

## 音系
鄂罗克语的音节构造基本为(C)V(C)(C)结构。有元音和谐，包括前后和谐和唇音和谐。

### 元音
鄂罗克语有15个元音音位，其中短元音7个（ɐ, ə, i, ɛ, ɔ, u, ʌ），长元音8个（ɐː, əː, eː, iː, ɛː, ɔː, uː, ʌː）。
|        | 前元音   | 央元音 | 后元音     |
| ------ | -------- | ------ | ---------- |
| 闭元音 | i iː     |        | u uː       |
| 中元音 | ɛ ɛː, eː | ə əː   | ʌ ʌː, ɔ ɔː |
| 开元音 |          | ɐ ɐː   |            |

### 辅音
鄂罗克语有18个辅音音位。从俄语借词中引进音位[z]，则音位增至19个。再加上在元音间才出现的音位变体[q]、[ɢ]和[ɣ]，则辅音增至22个。
|      |      | 唇音 | 齿音 | 边音 | 硬颚音 | 软腭音 | 小舌音 |
| ---- | ---- | ---- | ---- | ---- | ------ | ------ | ------ |
| 塞音 | 清音 | p    | t    |      | tʃ     | k      | (q)    |
| 塞音 | 浊音 | b    | d    |      | dʒ     | ɡ      | (ɢ)    |
| 擦音 | 清音 |      | s    |      |        | x      | (χ)    |
| 擦音 | 浊音 | β    | (z)  |      |        | (ɣ)    | (ʁ)    |
| 鼻音 | 鼻音 | m    | n    |      | ɲ      | ŋ      |        |
| 流音 | 流音 |      | r    | l    | ʎ      |        |        |
| 近音 | 近音 |      |      |      | j      |        |        |

## 音节与音拍
音节结构是CVVC。任何辅音都可能出现在第一个音节的开头或最后一个音节的结尾。此外，这时的音节可被分成音拍，即基础韵律单元，它决定单词的重音和时长。 任何词一般都包含至少两个音拍，单音节词是VV的形式。因此，任何情况下都没有CVC形式的词。

## 句子结构
名词短语的语序是语序限定词-形容词-名词。例如：
N:名词
S:主语
O:宾语
V:谓语
Tari
DET
goropci
ADJ
nari
N
那个老人。
Eri
DET
goropci
ADJ
nari
N
这个老人。
Arisal
DET
goropci
ADJ
nari-l
N
那些老人。
基础语序是主(宾)谓：
Bii
S
xalacci-wi
V
我会等。
ii bii
S
ŋennɛɛ-wi
V
是，我会走。
Sii
S
gumasikkas
O
nu-la
V
你有钱。
名词小句语序是：限定词+主语+名词+形容词+动词：
tari
DET
nari caa
S
ninda-ji
N
kusalji
ADJ
tuksɛɛ-ni
V
那人跑得比狗还快。
补语在其所补之后做后置介词：
Sundattaa
N
dug-ji
N
bii-ni
Post
那条鱼(sundattaa)在家(dug-ji)。

## 语法

### 名词
鄂罗克语的名词语法范畴包括数、格、人称等。有生命/无生命的对立不明显。名词主要分为两类：人及非人。

#### 数
名词分单数及复数。使用后缀 -л 或 -сал、-сол、-сэл、-сали、-сэли等来表示复数。如：
- нари — 人
- нарил ~ нарисал — 人（复数）
- апу(н) — 帽子
- апусал — 帽子（复数）